# Challenge Cup 2016-2017 (pallavolo femminile)
La Challenge Cup 2016-2017 si è svolta dal 12 dicembre 2016 al 16 aprile 2017: al torneo hanno partecipato trentadue squadre di club europee e la vittoria finale è andata per la seconda volta al Bursa BB.

## Regolamento
Le squadre hanno disputato sedicesimi di finale, ottavi di finale, quarti di finale, semifinali e finale, tutte giocate con gare di andata e ritorno (coi punteggi di 3-0 e 3-1 sono stati assegnati 3 punti alla squadra vincente e 0 a quella perdente, col punteggio di 3-2 sono stati assegnati 2 punti alla squadra vincente e 1 a quella perdente; in caso di parità di punti dopo le due partite è stato disputato un golden set).

## Squadre partecipanti
| - Graz - NÖ Sokol/Post - PSV Salzburg - Asterix Avo - Dauphines Charleroi - Oudegem - Levski Sofia - AEL Limassol | - Marina Kaštela - Poreč - Kangasala - Oriveden Ponnistus - ASPTT Mulhouse - Schweriner - Olympiakos - Pannaxiakos | - Skënderaj - Randaberg - Famalicão - Královo Pole - Ostrava - CSM Bucarest - Știința Bacău - Enisej | - Bratislavský - Slávia Bratislava - Haris - Logroño - Neuchâtel - Bursa BB - Çanakkale - Vasas |  |

## Torneo

### Sedicesimi di finale

#### Andata
| 14 dicembre 2016 Sala Sporturilor, Bacău Durata: 1h:44 - Spettatori: 400                 | Știința Bacău      | 1 - 3 | Bursa BB            | 25-19, 14-25, 22-25, 18-25        |
| 14 dicembre 2016 Športová hala Mladosť, Bratislava Durata: 1h:50 - Spettatori: 400       | Slávia Bratislava  | 3 - 1 | Graz                | 28-30, 25-20, 25-19, 25-15        |
| 14 dicembre 2016 Palacio de La Rioja, Logroño Durata: 1h:23 - Spettatori: 950            | Logroño            | 3 - 0 | Famalicão           | 26-24, 25-16, 25-15               |
| 14 dicembre 2016 Pabellón Pablos de Abril, San Cristóbal Durata: 1h:44 - Spettatori: 750 | Haris              | 1 - 3 | Dauphines Charleroi | 12-25, 25-16, 20-25, 23-25        |
| 14 dicembre 2016 Sporthal Sint-Gillis, Dendermonde Durata: 1h:09 - Spettatori: 410       | Oudegem            | 0 - 3 | Neuchâtel           | 19-25, 16-25, 22-25               |
| 15 dicembre 2016 LTV AEL, Limassol Durata: 1h:22 - Spettatori: 500                       | AEL Limassol       | 3 - 0 | Bratislavský        | 25-22, 25-22, 25-18               |
| 14 dicembre 2016 Randaberghallen, Randaberg Durata: 1h:12 - Spettatori: 100              | Randaberg          | 0 - 3 | Kangasala           | 14-25, 15-25, 15-25               |
| 14 dicembre 2016 Tampere Areena, Tampere Durata: 1h:15 - Spettatori: 524                 | Oriveden Ponnistus | 0 - 3 | Schweriner          | 13-25, 20-25, 15-25               |
| 12 gennaio 2017 De Meerminnen, Beveren Durata: 1h:40 - Spettatori: 212                   | Asterix Avo        | 3 - 1 | ASPTT Mulhouse      | 20-25, 25-20, 25-20, 25-18        |
| 14 dicembre 2016 Pallati i Rinisë dhe Sporteve, Pristina Durata: 1h:43 - Spettatori: 300 | Skënderaj          | 1 - 3 | Vasas               | 19-25, 19-25, 25-23, 14-25        |
| 14 dicembre 2016 Anafartalar Spor Salonu, Çanakkale Durata: 0h:59 - Spettatori: 800      | Çanakkale          | 3 - 0 | Levski Sofia        | 25-8, 25-12, 25-15                |
| 14 dicembre 2016 Melina Merkourī Hall, Rentis Durata: 1h:26 - Spettatori: 600            | Olympiakos         | 3 - 0 | CSM Bucarest        | 25-23, 25-18, 25-22               |
| 14 dicembre 2016 SRC Veli Jože, Parenzo Durata: 1h:21 - Spettatori: 250                  | Poreč              | 0 - 3 | Ostrava             | 16-25, 17-25, 10-25               |
| 14 dicembre 2016 Městská Hala Vodova, Brno Durata: 1h:21 - Spettatori: 270               | Královo Pole       | 3 - 0 | NÖ Sokol/Post       | 25-19, 25-22, 25-17               |
| 14 dicembre 2016 Gradska dvorana Kaštela, Castelli Durata: 2h:04 - Spettatori: 220       | Marina Kaštela     | 3 - 2 | PSV Salzburg        | 25-15, 25-21, 18-25, 22-25, 15-13 |
| - Durata: 0 - Spettatori: 0                                                              | Pannaxiakos        | 0 - 3 | Enisej              | 0-25, 0-25, 0-25                  |

#### Ritorno
| 11 gennaio 2017 Cengiz Göllü Kapalı Spor Salonu, Bursa Durata: 1h:36 - Spettatori: 350       | Bursa BB            | 3 - 1 | Știința Bacău      | 25-15, 25-17, 18-25, 25-23                  |
| 17 gennaio 2017 Bluebox, Graz Durata: 1h:56 - Spettatori: 350                                | Graz                | 1 - 3 | Slávia Bratislava  | 23-25, 25-22, 29-31, 18-25                  |
| 11 gennaio 2017 Pavilhão das Lameiras, Vila Nova Durata: 1h:50 - Spettatori: 500             | Famalicão           | 1 - 3 | Logroño            | 14-25, 22-25, 25-21, 24-26                  |
| 12 gennaio 2017 Spiroudome, Charleroi Durata: 2h:15 - Spettatori: 450                        | Dauphines Charleroi | 2 - 3 | Haris              | 28-30, 25-22, 18-25, 25-20, 12-15           |
| 12 gennaio 2017 Halle de Sports de la Riveraine, Neuchâtel Durata: 1h:12 - Spettatori: 1 340 | Neuchâtel           | 3 - 0 | Oudegem            | 25-23, 25-19, 25-15                         |
| 12 gennaio 2017 Sport Hall Komenského, Pezinok Durata: 1h:49 - Spettatori: 230               | Bratislavský        | 3 - 1 | AEL Limassol       | 25-27, 25-22, 25-18, 25-14 Golden set: 5-15 |
| 11 gennaio 2017 Pitkäjärven liikuntahalli, Kangasala Durata: 1h:16 - Spettatori: 475         | Kangasala           | 3 - 0 | Randaberg          | 25-23, 25-14, 25-17                         |
| 11 gennaio 2017 ARENA Schwerin, Schwerin Durata: 1h:17 - Spettatori: 1 048                   | Schweriner          | 3 - 0 | Oriveden Ponnistus | 25-20, 25-21, 25-13                         |
| 14 dicembre 2016 Palais des Sports, Mulhouse Durata: 1h:41 - Spettatori: 1 860               | ASPTT Mulhouse      | 1 - 3 | Asterix Avo        | 19-25, 25-19, 20-25, 19-25                  |
| 10 gennaio 2017 Vasas Sportcsarnok, Budapest Durata: 1h:01 - Spettatori: 150                 | Vasas               | 3 - 0 | Skënderaj          | 25-14, 25-11, 25-13                         |
| 10 gennaio 2017 Hristo Botev Hall, Sofia Durata: 0h:55 - Spettatori: 100                     | Levski Sofia        | 0 - 3 | Çanakkale          | 12-25, 12-25, 18-25                         |
| 11 gennaio 2017 Elite & Performance Sport Hall, Bucarest Durata: 1h:17 - Spettatori: 400     | CSM Bucarest        | 0 - 3 | Olympiakos         | 23-25, 20-25, 20-25                         |
| 11 gennaio 2017 Tělovýchovná jednota Ostrava, Ostrava Durata: 1h:14 - Spettatori: 250        | Ostrava             | 3 - 0 | Poreč              | 25-17, 25-11, 25-21                         |
| 11 gennaio 2017 Sporthalle Brigittenau, Vienna Durata: 1h:52 - Spettatori: 400               | NÖ Sokol/Post       | 1 - 3 | Královo Pole       | 28-26, 21-25, 16-25, 23-25                  |
| 11 gennaio 2017 Universitäts- u Landessportzentrum, Hallein Durata: 1h:30 - Spettatori: 400  | PSV Salzburg        | 0 - 3 | Marina Kaštela     | 25-27, 14-25, 23-25                         |
| - Durata: 0 - Spettatori: 0                                                                  | Enisej              | 3 - 0 | Pannaxiakos        | 25-0, 25-0, 25-0                            |

#### Squadre qualificate
| - Slávia Bratislava - Královo Pole - Vasas - Bursa BB - Çanakkale - Dauphines Charleroi - Olympiakos - Kangasala | - Asterix Avo - Enisej - AEL Limassol - Marina Kaštela - Logroño - Neuchâtel - Ostrava - Schweriner |

### Ottavi di finale

#### Andata
| 25 gennaio 2017 Športová hala Mladosť, Bratislava Durata: 1h:17 - Spettatori: 550            | Slávia Bratislava | 0 - 3 | Bursa BB            | 15-25, 18-25, 15-25              |
| 25 gennaio 2017 Palacio de La Rioja, Logroño Durata: 1h:33 - Spettatori: 1 800               | Logroño           | 3 - 1 | Dauphines Charleroi | 25-17, 23-25, 25-14, 25-23       |
| 25 gennaio 2017 Halle de Sports de la Riveraine, Neuchâtel Durata: 1h:40 - Spettatori: 1 300 | Neuchâtel         | 3 - 1 | AEL Limassol        | 25-27, 25-22, 25-16, 25-21       |
| 24 gennaio 2017 ARENA Schwerin, Schwerin Durata: 1h:15 - Spettatori: 1 177                   | Schweriner        | 3 - 0 | Kangasala           | 25-18, 25-14, 25-20              |
| 25 gennaio 2017 De Meerminnen, Beveren Durata: 1h:44 - Spettatori: 200                       | Asterix Avo       | 3 - 1 | Vasas               | 25-22, 25-17, 18-25, 25-20       |
| 24 gennaio 2017 Anafartalar Spor Salonu, Çanakkale Durata: 1h:59 - Spettatori: 1 200         | Çanakkale         | 2 - 3 | Olympiakos          | 20-25, 24-26, 25-15, 25-19, 9-15 |
| 25 gennaio 2017 Tělovýchovná jednota Ostrava, Ostrava Durata: 1h:13 - Spettatori: 300        | Ostrava           | 3 - 0 | Královo Pole        | 25-14, 25-21, 25-12              |
| 25 gennaio 2017 Dom Sporta imeni Dvorkina, Krasnojarsk Durata: 1h:05 - Spettatori: 1 000     | Enisej            | 3 - 0 | Marina Kaštela      | 25-17, 25-17, 25-13              |

#### Ritorno
| 8 febbraio 2017 Cengiz Göllü Kapalı Spor Salonu, Bursa Durata: 1h:39 - Spettatori: 800 | Bursa BB            | 3 - 1 | Slávia Bratislava | 25-13, 25-14, 23-25, 25-22        |
| 9 febbraio 2017 Spiroudome, Charleroi Durata: 1h:39 - Spettatori: 500                  | Dauphines Charleroi | 0 - 3 | Logroño           | 16-25, 17-25, 19-25               |
| 9 febbraio 2017 LTV AEL, Limassol Durata: 1h:00 - Spettatori: 500                      | AEL Limassol        | 0 - 3 | Neuchâtel         | 13-25, 15-25, 22-25               |
| 8 febbraio 2017 Pitkäjärven liikuntahalli, Kangasala Durata: 1h:24 - Spettatori: 465   | Kangasala           | 0 - 3 | Schweriner        | 21-25, 16-25, 20-25               |
| 7 febbraio 2017 Vasas Sportcsarnok, Budapest Durata: 1h:47 - Spettatori: 300           | Vasas               | 2 - 3 | Asterix Avo       | 25-19, 13-25, 13-25, 25-19, 10-25 |
| 7 febbraio 2017 Melina Merkourī Hall, Rentis Durata: 1h:57 - Spettatori: 900           | Olympiakos          | 3 - 2 | Çanakkale         | 19-25, 25-17, 21-25, 25-14, 16-14 |
| 7 febbraio 2017 Městská Hala Vodova, Brno Durata: 1h:48 - Spettatori: 150              | Královo Pole        | 1 - 3 | Ostrava           | 25-12, 20-25, 19-25, 19-25        |
| 8 febbraio 2017 Gradska dvorana Kaštela, Castelli Durata: 1h:00 - Spettatori: 165      | Marina Kaštela      | 0 - 3 | Enisej            | 21-25, 18-25, 5-25                |

#### Squadre qualificate
- Bursa BB
- Olympiakos
- Asterix Avo
- Enisej
- Logroño
- Neuchâtel
- Ostrava
- Schweriner

### Quarti di finale

#### Andata
| 23 febbraio 2017 Palacio de La Rioja, Logroño Durata: 1h:44 - Spettatori: 2 000               | Logroño     | 1 - 3 | Bursa BB   | 15-25, 25-27, 25-19, 21-25        |
| 23 febbraio 2017 Halle de Sports de la Riveraine, Neuchâtel Durata: 1h:22 - Spettatori: 1 425 | Neuchâtel   | 0 - 3 | Schweriner | 21-25, 20-25, 22-25               |
| 22 febbraio 2017 De Meerminnen, Beveren Durata: 1h:58 - Spettatori: 450                       | Asterix Avo | 2 - 3 | Olympiakos | 22-25, 25-11, 25-19, 20-25, 12-15 |
| 22 febbraio 2017 Tělovýchovná jednota Ostrava, Ostrava Durata: 1h:43 - Spettatori: 350        | Ostrava     | 1 - 3 | Enisej     | 16-25, 23-25, 25-22, 15-25        |

#### Ritorno
| 7 marzo 2017 Cengiz Göllü Kapalı Spor Salonu, Bursa Durata: 1h:08 - Spettatori: 137 | Bursa BB   | 3 - 0 | Logroño     | 25-18, 25-12, 25-18        |
| 9 marzo 2017 ARENA Schwerin, Schwerin Durata: 1h:05 - Spettatori: 1 570             | Schweriner | 3 - 0 | Neuchâtel   | 25-15, 25-15, 25-20        |
| 8 marzo 2017 Melina Merkourī Hall, Rentis Durata: 1h:47 - Spettatori: 900           | Olympiakos | 3 - 1 | Asterix Avo | 25-18, 25-16, 19-25, 25-21 |
| 7 marzo 2017 Dom Sporta imeni Dvorkina, Krasnojarsk Durata: 1h:19 - Spettatori: 250 | Enisej     | 3 - 0 | Ostrava     | 25-23, 25-20, 26-24        |

#### Squadre qualificate
- Bursa BB
- Olympiakos
- Enisej
- Schweriner

### Semifinali

#### Andata
| 29 marzo 2017 ARENA Schwerin, Schwerin Durata: 1h:56 - Spettatori: 1 776     | Schweriner | 1 - 3 | Bursa BB | 22-25, 28-30, 25-21, 20-25 |
| 29 marzo 2017 Melina Merkourī Hall, Rentis Durata: 1h:43 - Spettatori: 1 800 | Olympiakos | 3 - 1 | Enisej   | 25-15, 18-25, 25-17, 27-25 |

#### Ritorno
| 2 aprile 2017 Cengiz Göllü Kapalı Spor Salonu, Bursa Durata: 1h:53 - Spettatori: 3 000 | Bursa BB | 2 - 3 | Schweriner | 25-23, 25-17, 18-25, 16-25, 14-16     |
| 2 aprile 2017 Dom Sporta imeni Dvorkina, Krasnojarsk Durata: 1h:28 - Spettatori: 1 000 | Enisej   | 3 - 0 | Olympiakos | 25-21, 25-11, 25-23 Golden set: 13-15 |

#### Squadre qualificate
- Bursa BB
- Olympiakos

### Finale

#### Andata
| 12 aprile 2017 Melina Merkourī Hall, Rentis Durata: 1h:58 - Spettatori: 2 000 | Olympiakos | 3 - 2 | Bursa BB | 18-25, 15-25, 25-20, 25-19, 15-10 |

#### Ritorno
| 16 aprile 2017 Cengiz Göllü Kapalı Spor Salonu, Bursa Durata: 1h:22 - Spettatori: 4 000 | Bursa BB | 3 - 0 | Olympiakos | 25-15, 25-16, 25-23 |

#### Squadra campione
- Bursa BB